# Taupiri
Taupiri est une petite localité située sur la rive est du fleuve Waikato dans le district du Waikato dans l’Île du Nord de la Nouvelle-Zélande.

## Géographie
Elle est dominée par le mont Taupiri, qui est le territoire sacré de l’iwi des tribus des Waikato du peuple maori, qui y sont installées au nord.
Taupiri est localisée à l’extrémité nord de la plaine de Waikato (en) juste au sud de la confluence de la rivière Mangawara (qui draine la partie nord du bassin) et du fleuve Waikato.
Le Waikato coule ensuite à travers les gorges de Taupiri entre la chaîne de Hakarimata (en) au sud et le mont Taupiri au nord, dans la vallée de Lower Waikato.

## Accès
La State Highway 1/S H 1 et la voie ferrée de la ligne principale de l’Île du Nord (en) passent à travers la ville et la gorge, reliant Huntly située à huit kilomètres au nord, à Ngaruawahia (en) située à sept kilomètres au sud.
L’intersection de la SH1 et de la State Highway 1/SH1B (en) est au nord de Taupiri.
Quand la déviation de Ngaruawahia de la Waikato Expressway (en) sera terminée, les deux premiers kilomètres de la SH1b deviendront la SH1, ce qui signifie que la SH1 ne passera plus dans Taupiri.

## Population
Lors du recensement néo-zélandais de 2006, la population était d’environ 450 personnes, dont 32 % était maorie .

## Histoire
Pendant une partie du XIXe siècle, un important village maori nommé Kaitotehe s’étendait sur la plaine de l'autre côté de la rivière sous la chaîne de Hakarimata.
Dans les premières années, ce fut le quartier général des Ngāti Mahuta (en).
Le chef Te Putu construisit au XVIIe siècle le pa Taupiri au sommet d’un éperon de la montagne Taupiri.
Quand Te Putu fut tué, il fut enterré dans le pa qui devint sacré selon la tradition tapu des polynésiens et le village fut abandonné. Les premiers voyageurs européens qui passèrent dans la région furent obligés de traverser le fleuve Waikato pour éviter la zone sacrée.
Au début du XIXe siècle, le village de Kaitotehe était le domicile de Potatau Te Wherowhero, le chef suprême des Ngāti Mahuta, qui devint le premier roi maori.

## Économie
Le centre-ville de Taupiri fut colonisé par les Pakeha dans les années 1870 et devint un centre agricole avec un moulin à lin (en) (phormium) et une scierie.
Une petite laiterie fut construite en 1921, puis une plus grande en 1930.